# あみやき亭
株式会社あみやき亭（あみやきてい、英: Amiyaki Tei Co., Ltd.）は、愛知県春日井市に本社を置く焼肉レストランチェーン店である。

## 概要
1995年（平成7年）6月、会社設立。翌7月に焼肉レストラン「あみやき亭」1号店を春日井市にオープンした。主力は焼肉事業の「あみやき亭」と焼鳥事業の「元祖やきとり家 美濃路」で、それぞれ東海地方を中心に店舗展開している。また、本部敷地内にある駐車場に直売所を設置しており、肉の販売を行っている。

## 沿革
- 1995年（平成7年）6月 - 佐藤啓介が株式会社あみやき亭を設立[1]。
- 2002年（平成14年）12月 - 東京証券取引所、名古屋証券取引所各2部上場[1]。
- 2005年（平成17年）3月 - 東京証券取引所、名古屋証券取引所各1部上場[1]。
- 2009年（平成21年）11月1日 - 日本ハム株式会社の孫会社である株式会社スエヒロレストランシステムを100%子会社化[1][2]。なお取得額はわずか1円であった。
- 2014年（平成26年）1月31日 - 株式会社アクトグループを子会社化[1][3]。
- 2019年（平成31年）4月26日 - 有限会社杉江商事を子会社化[1][4]。
- 2022年（令和4年）
  - 3月1日 - 子会社の株式会社スエヒロレストランシステムが同じく子会社の株式会社アクトグループを吸収合併[5]。
  - 4月1日 - 子会社の株式会社マイドフードサービスを吸収合併[6]。
  - 4月4日 - 東証プライム・名証プレミアへ市場変更。
- 2023年（令和5年）4月28日 - 株式会社ニュールックを子会社化[7]。
- 2025年（令和7年）6月2日 - クーデションカンパニー株式会社を子会社化[1][8]。

## 店舗

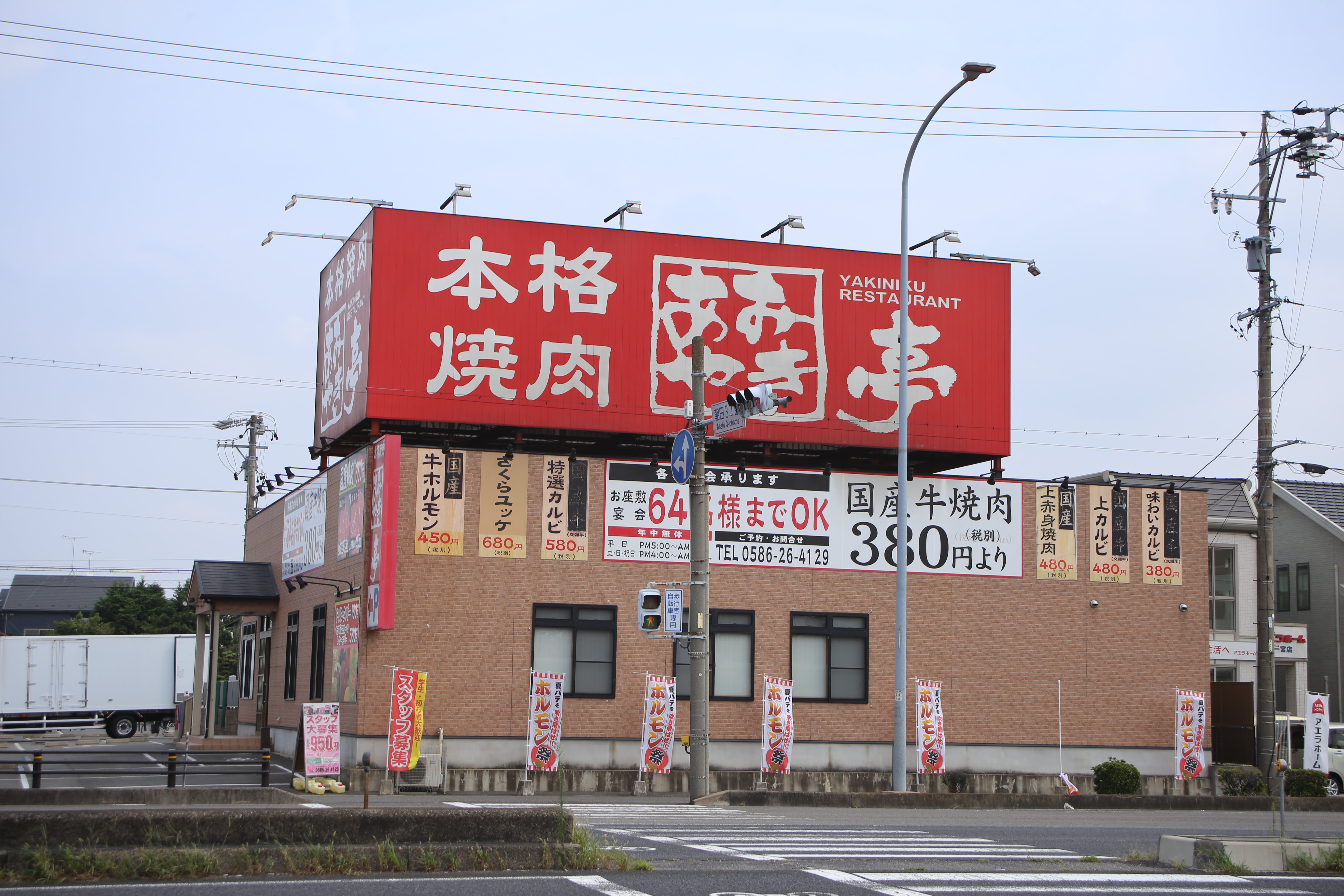
あみやき亭
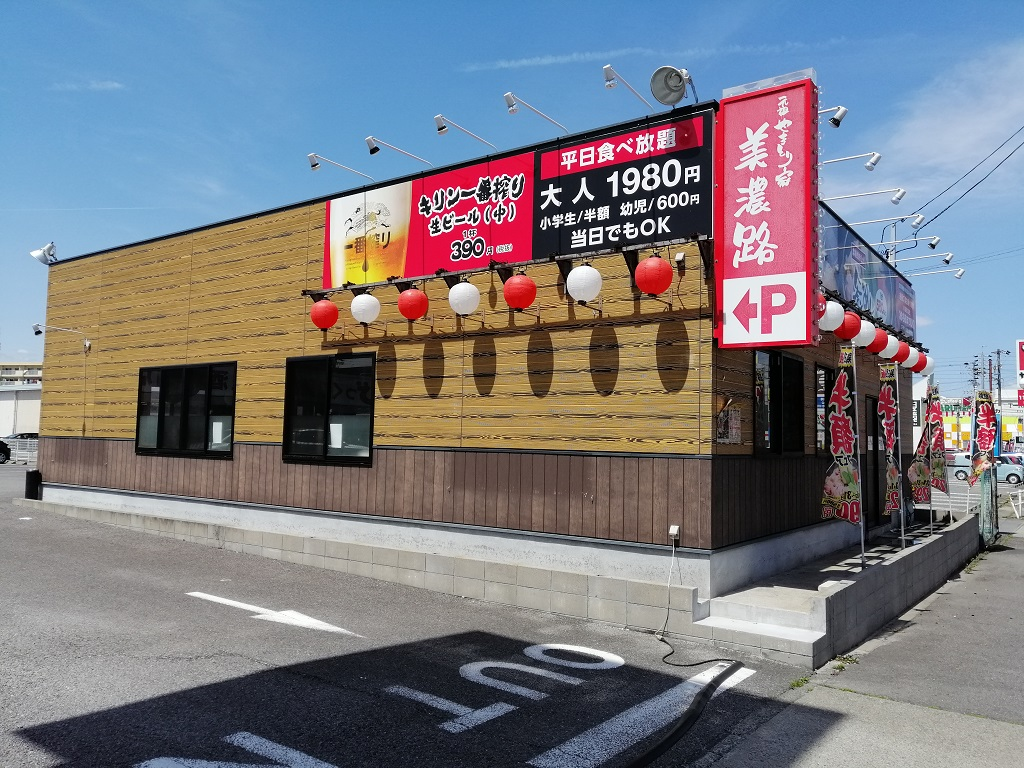
美濃路

- 元祖やきとり家 美濃路
- 焼肉食べ放題 どんどん
- レストランあみやき亭（春日井市）
- 感動の肉と米

- あみやき亭
- 美濃路

## テレビ番組
- 日経スペシャル カンブリア宮殿 お値打ち国産牛で大行列！焼き肉革命児（2017年8月31日、テレビ東京）[9]